# Гленвуд (Арканзас)
Гленвуд (енгл. Glenwood) град је у америчкој савезној држави Арканзас.

## Демографија
По попису из 2010. године број становника је 2.228, што је 477 (27,2%) становника више него 2000. године.
| Група             | 2000.         | 2010.         |
| Белци             | 1.509 (86,2%) | 1.679 (75,4%) |
| Афроамериканци    | 18 (1,0%)     | 4 (0,2%)      |
| Азијати           | 3 (0,2%)      | 14 (0,6%)     |
| Хиспаноамериканци | 198 (11,3%)   | 492 (22,1%)   |
| Укупно            | 1.751         | 2.228         |